# Палестинская арабская партия
Палестинская арабская партия (араб. الحزب العربي الفلسطيني‎, Аль-Хизб аль-Араби аль Филастини) — арабская националистическая партия в Палестине во время британского мандата.
Партия боролась за независимость Палестины и прекращение британского мандата над страной. Она выступала против сионизма и за более тесные отношения между Палестиной и другими арабскими странами. Создание партии было ответом на создание Партии национальной обороны конкурирующей иерусалимской семьёй Нашашиби.
Её основатель и председатель, Джамал аль-Хусайни, происходил из влиятельной иерусалимской семьи Хусайни. Христианин Эмиль Гури был избран генеральным секретарём партии до конца британского мандата Палестине в 1947 году.